# Segunda Federación
La Segunda Federación (ufficialmente Segunda B-Segunda Federación e nota nella stagione 2021-2022 come Segunda División RFEF) è la quarta categoria del campionato spagnolo di calcio, la più bassa a livello semiprofessionistico. Creata nel 2021 in seguito a una riorganizzazione dei campionati gestiti dalla RFEF, ha soppiantato la vecchia Segunda División B, dalla quale 36 squadre sono andate a costituire una nuova terza categoria, la Primera Federación.
La competizione non decreta un vincitore assoluto ma diversi campioni interregionali, che vengono promossi in Primera Federación.

## Formula
La Segunda Federación comprende attualmente 90 squadre suddivise in 5 gironi da 18. I campioni di ogni girone ottengono la promozione automatica in Primera Federación, mentre le altre quattro di ciascun girone si qualificano agli spareggi, per un totale di 20 squadre qualificate per ottenere la promozione. Tuttavia, le squadre di riserva possono beneficiare della promozione alla Primera Federación solo se la rispettiva prima squadra milita in una divisione sopra di essa.
Le ultime cinque squadre di ogni girone retrocedono nella Tercera Federación. Inoltre, le quattro peggiori squadre classificatesi al 13º posto accedono nei play-out per la retrocessione, dai quali solo due permarranno in tale categoria.
Ogni squadra della Segunda Federación può avere 22 giocatori nel proprio roster, a condizione che rispettino i seguenti due requisiti:
- un massimo di 16 giocatori di età superiore ai 23 anni;[2]
- un minimo di 10 giocatori con contratto professionistico.[3]

## Storia
Il 6 maggio 2020 la federazione calcistica della Spagna ha annunciato la creazione della Primera División RFEF, nuovo campionato di terzo livello comprendente 40 squadre divise in due gironi. Conseguentemente la Segunda División B, precedentemente campionato di terzo livello del campionato spagnolo, è stata riformata nella Segunda División RFEF, che ha visto la sua stagione inaugurale nel 2021-2022.
Nel luglio 2022, dopo un solo anno di attività, la competizione è stata rinominata in Segunda Federación. 

## Partecipanti 2025-2026
Gruppo 1
| Club                 |
| -------------------- |
| Astorga              |
| Bergantiños          |
| Burgos B             |
| Coruxo               |
| Deportivo Fabril     |
| Gimnástica Segoviana |
| Langreo              |
| Lealtad              |
| Marino de Luanco     |
| Numancia             |
| Ourense              |
| Rayo Cantabria       |
| Real Ávila           |
| Real Oviedo B        |
| Real Valladolid B    |
| Salamanca UDS        |
| Sámano               |
| Sarriana             |

Gruppo 2
| Club             |
| ---------------- |
| Alavés B         |
| Alfaro           |
| Amorebieta       |
| Baskonia         |
| Beasain          |
| Deportivo Aragón |
| Ebro             |
| Eibar B          |
| Ejea             |
| Gernika          |
| SD Logroñés      |
| UD Logroñés      |
| Mutilvera        |
| Náxara           |
| Real Unión       |
| Sestao River     |
| Tudelano         |
| Utebo            |

Gruppo 3
| Club                 |
| -------------------- |
| Alcoyano             |
| Andratx              |
| Atlético Baleares    |
| Barbastro            |
| Barcellona B         |
| Castellón B          |
| Espanyol B           |
| Girona B             |
| Ibiza Islas Pitiusas |
| Atlètic Lleida       |
| Olot                 |
| Poblense             |
| Porreres             |
| Reus FCR             |
| Sant Andreu          |
| Terrassa             |
| Torrent              |
| Valencia Mestalla    |

Gruppo 4
| Club              |
| ----------------- |
| Águilas           |
| Almería B         |
| Antoniano         |
| Atl. Malagueño    |
| Deportiva Minera  |
| Estepona          |
| CD Extremadura    |
| La Unión Atlético |
| Linares Deportivo |
| Lorca Deportiva   |
| Melilla           |
| Puente Genil      |
| Real Jaén         |
| Recreativo Huelva |
| UCAM Murcia       |
| Xerez             |
| Xerez Deportivo   |
| Yeclano           |

Gruppo 5
| Club                |
| ------------------- |
| Alcalá              |
| Conquense           |
| Coria               |
| Elche Ilicitano     |
| Fuenlabrada         |
| Getafe B            |
| Intercity           |
| Las Palmas Atlético |
| Moscardó            |
| Navalcarnero        |
| Orihuela            |
| Quintanar           |
| Rayo Majadahonda    |
| Rayo Vallecano B    |
| Real Madrid C       |
| S.S. Reyes          |
| Socuéllamos         |
| Tenerife B          |

## Albo d'oro
| Anno      | Gruppo 1   | Gruppo 2        | Gruppo 3  | Gruppo 4              | Gruppo 5             | Altre Promozioni                                                                                                |
| --------- | ---------- | --------------- | --------- | --------------------- | -------------------- | --- |
| 2021-2022 | Pontevedra | Osasuna B       | Numancia  | Córdoba               | Intercity            | Ceuta - Mérida AD (Gruppo 4) Eldense - La Nucía - Real Murcia (Gruppo 5)                                        |
| 2022-2023 | Arenteiro  | Sestao River    | Teruel    | Antequera             | Melilla              | Tarazona (Gruppo 2) Atlético Sanluqueño - Granada B - Recreativo Huelva (Gruppo 4) Atlético Madrid B (Gruppo 5) |
| 2023-2024 | Ourense CF | Bilbao Athletic | Hércules  | Siviglia Atlético     | Gimnástica Segoviana | Zamora CF (Gruppo 1) Barakaldo (Gruppo 2) Yeclano - Marbella FC - Betis B (Gruppo 4)                            |
| 2024-2025 | Pontevedra | Arenas Getxo    | CE Europa | Juventud Torremolinos | Guadalajara          | Real Avilés (Gruppo 1) Teruel (Gruppo 2) Sabadell (Gruppo 3) Cacereño - Talavera de la Reina (Gruppo 5)         |